# Helmut Kalthoff
Helmut Kalthoff (* 24. April 1948 in Münster) ist ein ehemaliger deutscher Fußballfunktionär und Fußballtrainer.

## Werdegang
Helmut Kalthoff arbeitete ab 1969 als Angestellter auf der Geschäftsstelle von Preußen Münster. 1973 ging er als Co-Trainer von Klaus-Dieter Ochs zum VfL Osnabrück. Nach dessen Entlassung im April 1975 übernahm Kalthoff die Mannschaft bis zum Saisonende als Interimstrainer. In der Saison 1975/76 wurde er Cheftrainer der SpVgg Bad Pyrmont in der damals drittklassigen Oberliga. 1976 erlangte er die Lizenz als Fußball-Lehrer, gab seinen Posten bei den Niedersachsen aber zum Saisonende wieder auf und wurde stattdessen ab 1976 Manager des Zweitligisten Wuppertaler SV.
Im März 1979 kehrte Kalthoff zum VfL Osnabrück als Manager zurück und übernahm dabei die Mannschaft ab April 1979 auch noch mal übergangsweise als Cheftrainer, von Februar bis August 1985 unterstützte er zudem Erhard Ahmann in der Trainingsarbeit.
Im Februar 1986 übernahm Kalthoff den Managerposten bei Hannover 96. Der Verein stand in der Bundesliga als Aufsteiger mitten im Abstiegskampf und auch der neue Trainer Jörg Berger konnte mit der verunsicherten Mannschaft das Ruder nicht herumreißen. Nach einer 0:3-Niederlage beim 1. FC Köln trat Berger von seinem Amt zurück und Kalthoff übernahm zusätzlich das Amt des Cheftrainers für die verbleibenden sieben Spiele, konnte den Abstieg als Tabellenletzter in die zweite Liga jedoch ebenfalls nicht abwenden. In der folgenden Zweitligasaison 1986/87 gelang der Mannschaft unter dem neu verpflichteten Trainer Jürgen Wähling zwar der Wiederaufstieg, der Vertrag mit Kalthoff wurde jedoch nicht verlängert.
Erst 1989 übernahm Kalthoff wieder beim SV Darmstadt 98 einen Managerposten, den er am Saisonende jedoch wieder aufgab. Seitdem konzentriert sich Kalthoff auf seine Tätigkeit als freischaffender Berater.
Im Jahr 2000 wurde die nach Kalthoff benannte gemeinnützige Helmut-Kalthoff-Stiftung (HKS) gegründet, bei deren Gründung der bekannte Manager Reiner Calmund den Kuratoriumsvorsitz einnahm. Mit dem Stiftungszweck Sport lobt die Stiftung unter anderem Stipendien für Teilnehmer des Lehrgangs zum Fußball-Lehrer an der Hennes-Weisweiler-Akademie aus, die selbst keine Profifußballer waren, und untersucht Optimierungsmöglichkeiten der Fußball-Ligastruktur.